# Летний амфитеатр
Ле́тний амфитеа́тр — главная концертная площадка международного фестиваля искусств «Славянский базар в Витебске». Является филиалом ГУ «Центр культуры „Витебск“».
Летний амфитеатр сдан в эксплуатацию в 1988 году. Реконструирован в 2007 году. Возведена крыша и обустроена прилегающая территория. Главный архитектор проекта реконструкции — Александр Зафатаев.
Площадь сцены составляет 430 м2. Вместимость амфитеатра 6247 мест. На сцене одновременно могут находиться почти 1 500 артистов. Зрительные места разделены на 10 секторов.

## История
В начале XX века на месте Летнего амфитеатра находился цирк Лерри, изображенный на многих картинах учителя М. Шагала — Ю. Пена.
Летний амфитеатр построен в 1988 году по проекту архитектора В. Бабашкина. Первый концерт состоялся в 1988 году — накануне I Всесоюзного фестиваля польской песни. Двухъярусная сцена концертного зала занимала 430 квадратных метров. Козырёк был оснащен 200 прожекторами, не считая другой осветительной аппаратуры. Вместительность концертного комплекса составляла 5 тысяч зрителей.
В августе 2006 года был разработан проект модернизации здания, предусматривающий увеличение числа зрительских мест до 6200 и сооружение крыши над амфитеатром. Главный архитектор проекта реконструкции — Александр Зафатаев. В результате реконструкции были установлены новые удобные места для зрителей, два больших экрана, комфортабельные гримерные для артистов, кабинеты для технического персонала, обновленное звуковое и световое оборудование ведущих компаний из Германии, Франции, Италии, США, разработанное специально для Летнего амфитеатра. Стоимость реконструкции составила почти 35 млрд белорусских рублей.

## Проводимые фестивали
- Всесоюзный фестиваль польской песни, 1988—1991
- Славянский Базар, с 1992
- Факел, 2013
- Также на площадке регулярно проводятся сольные концерты различных звёзд эстрады, а также городские мероприятия, в том числе День знаний, Последний звонок, День Победы и др.